# Тепчук Юрій Васильович
Юрій Васильович Тепчук (нар. 6 червня 1973 — пом. 21 січня 2006 Калуш, Україна) — український футболіст, півзахисник.

## Кар'єра гравця
Вихованець івано-франківського футболу. Грав у командах «Бескид» (Надвірна), «Хутровик» (Тисмениця), Скала (Стрий), ФК «Калуш», «Полісся» (Житомир), СК «Миколаїв», «Поділля» (Хмельницький) та «Енергетик» (Бурштин).
У 1999 році зіграв п'ять матчів у вищій лізі за СК «Миколаїв». Перший матч 3 квітня 1999 року «Металург» (Маріуполь) — СК «Миколаїв», 0:3.
У сезоні 2001/02 років, виступаючи за «Енергетик», зумів заробити в 26 матчах 10 жовтих карток.

## Смерть
Помер на початку 2006 року під час турніру з міні-футболу в Калуші.